# Défacement
Un défacement, défaçage, barbouillage, ou défiguration, (de l'anglais defacement) est la modification non sollicitée de la présentation d'un site web, à la suite du piratage de ce site. Il s'agit donc d'une forme de détournement de site Web par un hacker.

## Origine
Les défacements sont provoqués par l'utilisation de failles présentes sur une page Web, le piratage des accès administrateur ou tout simplement une faille du système d'exploitation du serveur web.
La plupart du temps, les sites défacés le sont uniquement sur la page d'accueil. Le défacement n'entraîne pas en soi de perte de données.

## Caractéristiques d'un défacement
Les pages défacées peuvent se ressembler, en général elles contiennent plusieurs éléments comme :
- un fond uni, qui peut être le seul indice de défacement d'un site ; la plupart du temps la page d'accueil est blanche ou noire
- un simple mot, comme owned, hacked ou bien le pseudonyme du défaceur
- une image est assez souvent présente, et affiche les revendications du défaceur. On trouve souvent des symboles se référant à la mort (crânes…), un drapeau sous lequel le défaceur est fier d'agir, etc.
- parfois plus qu'un simple mot, plusieurs phrases, pouvant être de différentes natures (insultes envers des États, des défaceurs adverses ; une revendication spécifique…)
- une explication simple de la façon dont le défaceur a acquis l'accès en écriture sur le site, accompagnée à l'occasion d'une moquerie envers le webmestre ou l'administrateur du site en question
- plus rarement un fichier audio.

## Les défaceurs
Les compétences d'un défaceur peuvent être évaluées selon plusieurs facteurs.
- Le premier est celui de la plate-forme à laquelle celui-ci s'est attaqué. Par exemple, un défaceur ne s'attaquant qu'à des machines sous Windows, vulnérables car non patchées, ne fait qu'exploiter des failles logicielles et ne pourra pas mettre sa technique en pratique sur d'autres plates-formes. La diversité de plates-formes auxquelles s'attaque le défaceur constitue donc sa capacité à s'infiltrer sur un plus ou moins vaste champ de machines.
- Le deuxième élément est celui du nombre de machines portant sa marque. Plus le nombre de sites défacés est important, plus le hacker a démontré que chaque cible n'était qu'une formalité dont il s'est vite débarrassé pour passer à autre chose.
- Le troisième indice est constitué par la manière dont le hacker a réussi à gagner l'accès en écriture sur le domaine visé. Certaines vulnérabilités logicielles étant courantes sur des machines non patchées (principalement sous Windows), le défaceur ne retirera que peu de prestige de cet acte. Au contraire, s'il infiltre une machine sous Linux grâce à un ensemble de moyens peu courants et nécessitant une longue préparation, il en tirera beaucoup plus de reconnaissance.
- Mais d'autres facteurs interviennent également : un défacement comportant insultes, images « crues » ou incitant à la haine envers un état ou une organisation ne sera vu que comme activisme politiquement orienté. De même pour un défacement ayant pour but premier le vol de données ou le vandalisme de la base de données. Au contraire, un défaceur expliquant sans insultes les motivations de son acte, en précisant au webmaster comment il l'a « doublé » et comment corriger cette faille à l'avenir, de plus sans vandalisme excessif, sera beaucoup plus reconnu.

## Étymologie
Le mot anglais provient de l'ancien français « desfacer ».